# Monodi
Monodi, fra græsk monodos "en som synger alene", er et musikhistorisk begreb som i dag sædvanligvis betyder en enkelt sangstemme sparsomt akkompagneret af en generalbas.
Oprindelig var monodi et digt hvor man klagede over nogens død, eller en enstemmig sang uden harmonisk tonefølge. Eksempler på sådan sang er antikkens musik, middelalderens gregorianske sang og folkeviser.
Omkring år 1600 fik begrebet monodi den betydning som er den sædvanligste i dag, men selve begrebet er nyt, ingen 1600-talskomponist kaldte sine stykker monodiske. Kompositioner i monodisk form kunne blive kaldt madrigaler, motetter eller concertos (i sin tidlige betydning, dvs "med instrumenter").
Monodien udviklede sig fra et forsøg som kunstner- og filosofikredsen Florentiner Camerata gjorde i 1580'erne på at restaurere gamle græske ideer om melodi og deklamation. Forsøget blev en spire til en ny udvikling af dramatisk musik. Ved siden af de formelle aspekter bestod den største fornyelse i at sangen overvejende skulle udrykke følelser, såkaldte affekter. Desuden kendetegnes monodien af en større sammenhæng mellem tekst og musik hvor sangstemmen fulgte sprogets rytme, melodistrømmen fulgte  sætningsdelene, og hvor indholdsmæssigt betydningsfulde ord ofte faldt sammen med tyngdepunkter i takten. Dette koncept fik på kort tid stor indflydelse på det fælleseuropæiske musiksprog.
I begyndelsen blev monodiske musikstykker akkompagneret af generalbas og var fuldstændig ubundet formalt. Forskellige udviklingslinjer mundede ud i specialiserede musikformer som recitativ og arie der blev bestanddele i operaer, oratorier og kantater. 
I Frankrig foregik der en parallel udvikling som blev kaldt air de cour, men begrebet monodi bruges sædvanligvis ikke om disse mere konservative sange som beholdt mange af renæssancemusikkens kendetegn.
En vigtig tidlig afhandling om monodi findes i Giulio Caccinis samling af sange, Le nuove musiche (Florence, 1601).

## Vigtige komponister
- Vincenzo Galilei (1520–1591)
- Giulio Caccini (c.1545 – 1618)
- Emilio de' Cavalieri (c.1550 – 1602)
- Bartolomeo Barbarino (? – c.1617)
- Jacopo Peri (1561–1633)
- Claudio Monteverdi (1567–1643)
- Alessandro Grandi (c.1575 – 1630)
- Giovanni Pietro Berti (d. 1638)
- Sigismondo d'India (c.1582 – 1629)
- Claudio Saracini (1586 – c.1649)